# Teamim

Genesis 1:9: God zei: ‘Het water onder de hemel moet naar één plaats stromen.’ (Letters in zwart, vocalisatie in rood, teamim (zangaanwijzingen) in blauw)

Teamim (Hebreeuws: טעמי המקרא ta'amei ha-mikra of kortweg טעמים te'amim; Jiddisch (ook in het Engels gebruikelijk) trope: articulatietekens, accenten) zijn tekens in de masoretische tekst van de Hebreeuwse Bijbel (Tenach), die aanvullend op de vocaaltekens (= nikoed) aan de consonanten worden toegevoegd om de chant van de Bijbeltekst in de Joodse synagogediensten aan te geven. De teamim en de vocaaltekens werden in de middeleeuwen door de Masoreten vastgelegd (zie ook Hebreeuws alfabet). Sommige van deze tekens werden ook in de middeleeuwse handschriften van de Misjna gebruikt.
De in totaal 48 teamim staan bijna allemaal bij de beklemtoonde lettergrepen, zodat ze ook het woordaccent aangeven.
De teamim dienden oorspronkelijk als interpunctietekens en zijn daardoor ook voor het begrijpen van de tekst van belang. Door een verbindende of een scheidende betekenis geven ze de logische (syntactische) relaties in de zin aan, vergelijkbaar met komma's, puntkomma's en punten. Veelal gaat dat gepaard met een verandering van de klemtoon en de uitspraak van het woord waar ze bij staan, hetgeen zodoende eveneens schriftelijk wordt vastgelegd, bijvoorbeeld door verlengde vocalen bij sterk scheidende teamim. Deze vormen worden pausale vormen genoemd, omdat zij tot verandering van de spreekpauzes leiden, bijvoorbeeld aan het einde van een zin.
De belangrijkste teamim voor de weergave van de interpunctie zijn de keizers (sof pasoek aan het einde van een halfvers, respectievelijk etnachta in het midden ervan) en de koningen (de eerste daarvan halverwege het vers, meestal een sakef katon, geeft het midden van het halfvers aan). In de Psalmen, de Spreuken en het boek Job wordt een iets ander schema gebruikt, waarbij de beide halfverzen op verschillende wijzen verder worden onderverdeeld.